# 遺傳運算元
遺傳運算元(英語：Genetic operator)是用來維持遺傳演算法裡面的遺傳多樣性，所使用的運算元。
遺傳多樣性是演化過程的一個必要性質。在遺傳演算法裡面所使用的遺傳運算元相類似於在自然裡面出現的原則：適者生存。或者更仔細的說說，像是篩選(selection)、生產下一代 (交配，crossover，或者也叫做重新組合)、和突變(mutation)。

## 篩選
从交配的父母的染色体中选择遗传的染色体。问题是如何进行选择。最好的那个应该生存下来繁殖下一代。 父母应该选择和他们匹配度比例最高的进行配对。比例选择 (Proportional selection)。 孩子替代他们的父母。有很多的方法来选择最好的染色体。例如：原则是适者生存。赌轮盘选择 (roulette wheel selection), 伯利兹满选择 (Boltzmann selection), 比赛选择 (tournament selection), 评比选择 (rank selection) 和稳定状态选择 (steady state selection).